# Dagou, Guangdong
Dagou (kinesiska: 大沟) är en köping i sydöstra Kina. Den ligger i stadsdistriktet Yangdong i staden Yangjiang i provinsen Guangdong, omkring 180 kilometer sydväst om provinshuvudstaden Guangzhou. Antalet invånare är 34 233. Befolkningen består av 16 330 kvinnor och 17 903 män. Barn under 15 år utgör 17,0 %, vuxna 15–64 år 71 %, och äldre över 65 år 11,0 %.